# Didon (Cochet)
Pour les articles homonymes, voir Didon (homonymie).
Didon, anciennement nommée Lucrèce ou Cléopâtre, est une statue attribuée à Christophe Cochet sculptée au début du XVIIe siècle.

## Description
Didon est une statue d'une hauteur d'1,94 m contre 73 cm de largeur,. Elle représente Didon ou, anciennement, Lucrèce ou Cléopâtre, ces trois femmes mythiques et historiques de l'Antiquité s'étants données la mort.

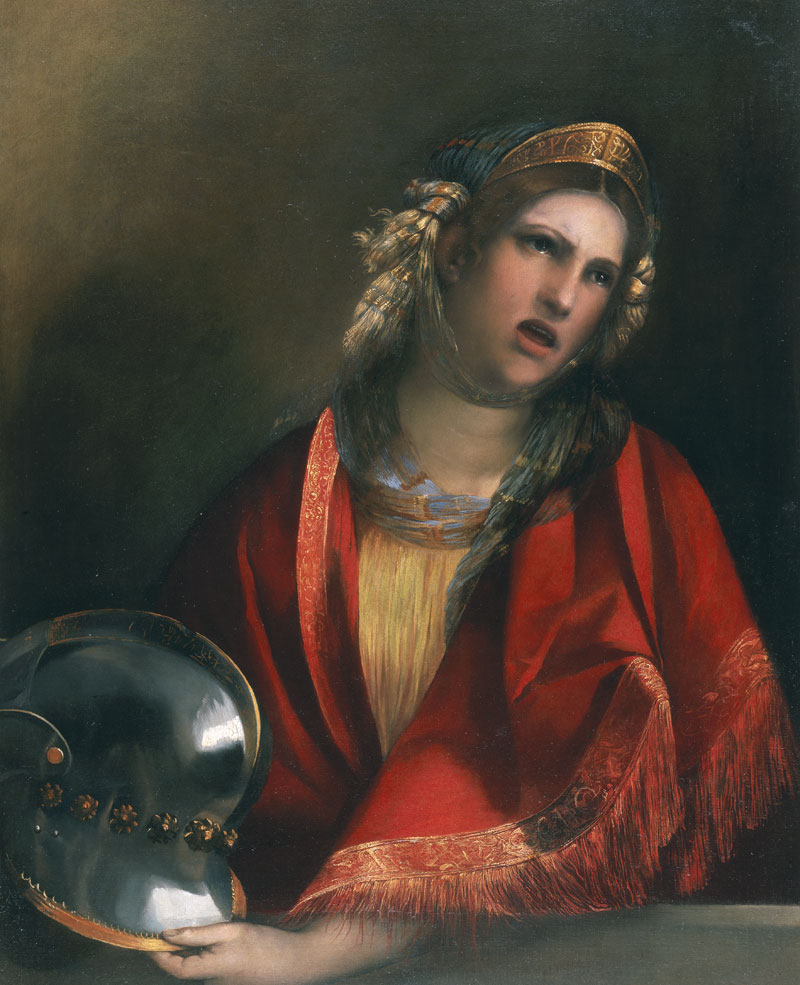
Didon, Dosso Dossi.

Didon est une princesse phénicienne, fondatrice légendaire et première reine de Carthage, dans l'actuelle Tunisie. Un mythe lui est attribué et Virgile le reprends dans l'Enéide. L'expression de sa tête se retrouve dans le tableau de Dosso Dossi, Didon, avec une bouche entrouverte.

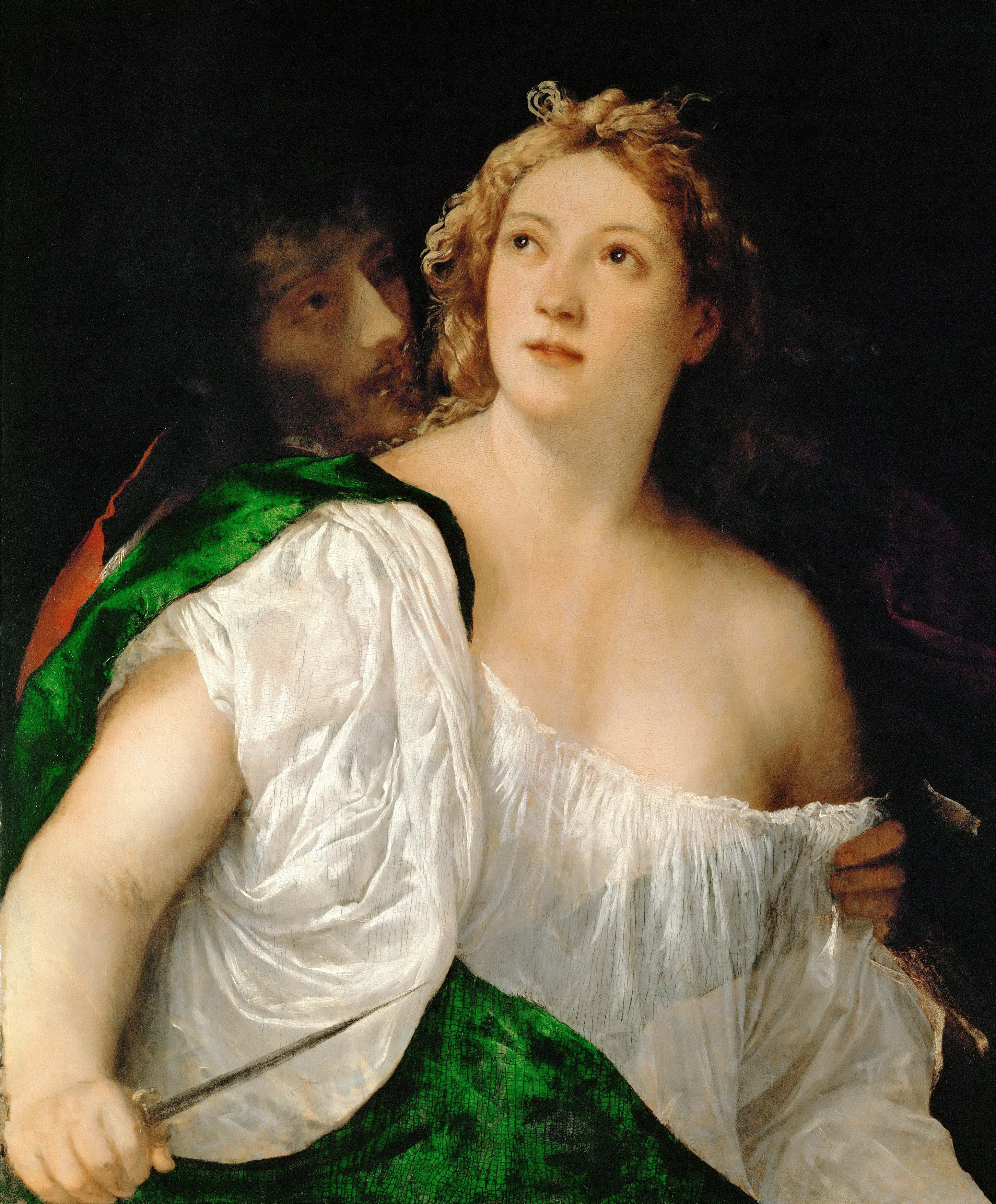
Tarquin et Lucrèce, Titien.

Anciennement, la statue était considérée comme étant Lucrèce, l'épouse de Tarquin Collatin proche du roi romain Tarquin le Superbe. Elle aurait été violée par le fils du roi et se serait alors donnée la mort, marquant le passage légendaire de la monarchie romaine à la république romaine. Elle pourrait ici, dans l'œuvre de Cochet, tenir dans sa main droite l'arme avec laquelle est s'est donnée la mort. Cette représentation est donnée en peinture par Titien, Tarquin et Lucrèce.
Elle pourrait aussi représenter Cléopâtre, reine d'Egypte célèbre pour avoir été la compagne de Jules César et de Marc Antoine qui, par sa défaite à la bataille d'Actium, met fin à l'époque hellénistique.

## Historique
Cochet serait parti à Rome, avant de sculpter Didon, de 1615 à 1618 avec son ami Simon Vouet ; c'est en revenant à Paris qu'il accède à la notoriété en devenant le sculpteur de Marie de Médicis au palais du Luxembourg.
Appartenant originellement aux collections du duc de Montmorency, la statue passe ensuite dans les collections du cardinal de Richelieu puis dans les collections royales. En 1707 et en 1722 et 1723, Didon est inventoriée dans le bosquet d'Agrippine dans le parc de Marly, sur l'une des fontaines. Elle est ensuite destinée au palais Bourbon à la fin du XVIIIe siècle, en 1795, avant d'être versée au musée du Louvre le 17 mars 2000 par le Fonds national d'Art contemporain.

## Dans la culture

### Littérature
- Tristan l'Hermite, Les Amours de Tristan, Paris, 1638, 221 p. (lire en ligne), dans son poème Sur une statue de Didon, faite par Cochet. A Didon.